# Palmulasaurus
Palmulasaurus es un género de plesiosaurio del Cretácico superior encontrado en Utah. Originalmente se le nombró como Palmula, pero el nombre estaba ocupado por un género de foraminíferos del Cretácico descritos por primera vez en 1833.